# Tatranky
Tatranky — пятислойные (первоначально — шестислойные) вафли с шоколадной глазурью на более узких краях.

## История
Вафли Tatranky выпускаются с 1945 года. Первоначально они должны были иметь треугольную форму по типу вершин гор, откуда и произошло название, однако из-за технических сложностей изготовления топпинга схемы в серийном производстве и упаковки в целлофан в итоге было принято решение, что вафли будут иметь прямоугольную форму.
Изначально вафли Tatranky выпускались с фундуковой начинкой, а позже вафли стали выпускаться с арахисовой начинкой и шоколадной глазурью. После 1989 года появились и другие разновидности, а количество слоёв было уменьшено до пяти.
В 1960 году была создана версия под названием Stadionka с шоколадной глазурью по всей поверхности. Но из-за большего спроса на шоколад от этой версии отказались, и после 1989 года вновь начали производить версию под названием čokotatranky.
Вафли Tatranky впервые были произведены государственной компанией Čokoládovny, которая была основана в 1947 году путём национализации Теодора Фиедора и слияния других компаний. В настоящее время их производят словацкая компания Sedita в Середе и чешская компания Opavia. Похожие пятислойные вафли выпускаются под брендом Horalky.